# Шинта Аппелькамп
Шинта Аппелькамп (яп. アペルカンプ真大, Appelkamp Shinta, нар. 1 листопада 2000, Токіо, Японія) — німецький футболіст японського походження, півзахисник клубу «Фортуна» (Дюссельдорф).

## Ігрова кар'єра

### Клубна
Шинта Аппелькамп починав займатися футболом в Японії у клубі «Міцубіші Йова». Батько шинти німець і у 2015 році футболіст перебрався до Німеччини, де приєднався до молодіжної команди клубу «Фортуна» з Дюссельдорфа.
У сезоні 2018/19 півзахисника було переведено до дублюючого складу «Фортуни» у Регіолнальній лізі. Наступний сезон Шинта розпочав вже як гравець першої команди. Дебют Аппелькампа на професійному рівні відбувся 26 вересня 2020 року, коли у матчі Другої Бундесліги проти «Вюрцбургер Кікерс» він вийшов на заміну у другому таймі.

### Збірна
У 2017 році Шинта Аппелькамп починав грати за юнацькі збірні Японії. Та у 2021 році він провів дві гри в складі молодіжної збірної Німеччини.